# 李博翔
李博翔（1989年8月2日—），馬來西亞籍臺灣男藝人，台灣新生代演員，身高170公分，父親是馬來西亞華裔，母親為台灣人，曾為東森幼幼台節目主持人，2015年參加我的老師叫小賀徵選活動上榜，曾經當過一學期的復興商工老師，國立臺灣師範大學資訊工程研究所博士班就讀中。

## 演出作品

### 電視劇
| 年份   | 播出頻道         | 劇名                                  | 飾演         |
| 2010年 | 大愛             | 《情義月光》                          | 小紀         |
| 2010年 | 大愛             | 《一閃一閃亮晶晶》                    | 杜凡康       |
| 2011年 | 華視             | 《飛行少年》                          | 周子豪       |
| 2011年 | 大愛             | 《意外的旅程》                        | 陳尹修       |
| 2011年 | 台視             | 《》                                  | 李顯耀       |
| 2012年 | 八大綜合台       | 《终極一班2》                         | 阿翔         |
| 2012年 | 大愛             | 《聽見，愛》                          | 謝佳宏       |
| 2013年 | 大愛             | 《再見！鬥牛老師》                    | 古新樑       |
| 2013年 | 大愛             | 《逆光真愛》                          | 黃世賢       |
| 2013年 | 公視             | 《我的這一班》                        | 周子豪       |
| 2013年 | 東森幼幼台       | 《萌學園五異界對決》                  | 傑西         |
| 2014年 | 東森幼幼台       | 《萌學園六復活之戰》                  | 傑西         |
| 2015年 | 好消息電視台     | 《幸福學堂我的完美愛情》              | 陳翔         |
| 2015年 | 好消息電視台     | 《幸福學堂溫柔老爸》                  | 廖浩瀚       |
| 2015年 | 大愛             | 《聽見天堂鳥》                        | 黃宇民       |
| 2016年 | 民視             | 《我的老師叫小賀》                    | 鄭明威       |
| 2018年 | Netflix          | 《雙城故事》                          | 陳文盟       |
| 2018年 | 公視             | 《賽鴿賽歌》                          | 蔡維慶       |
| 2019年 | 緯來電影台       | 《萬德浮史貝斯》                      | 邱聖凱       |
| 2019年 | 新傳媒8頻道      | 《谢谢你出现在我的行程里》            | 姜成光       |
| 2019年 | 新傳媒8頻道      | 《谢谢你出现在我的行程里-那年的我们》 | 姜成光       |
| 2019年 | 三立台灣台       | 《炮仔聲》                            | 賈寶玉       |
| 2019年 | 新傳媒8頻道      | 《攻星计》                            | 方崇德       |
| 2020年 | TVBS歡樂台       | 《女力報到－正好愛上你》              | 李博翔       |
| 2020年 | TVBS歡樂台       | 《女力報到－最美的約定》              | 李博翔       |
| 2020年 | Vidol            | 《愛不愛栗絲》                        | 栗正         |
| 2020年 | TVBS歡樂台       | 《女力報到－好運到》                  | 李博翔       |
| 2021年 | TVBS歡樂台       | 《女力報到－愛情公寓》                | 李博翔       |
| 2021年 | TVBS歡樂台       | 《女力報到－男人止步》                | 李博翔       |
| 2021年 | TVBS歡樂台       | 《女力報到－男人止步2》               | 李博翔       |
| 2022年 | 大愛             | 《冬菊，沒問題！》                    | 阮弘光(青年) |
| 2022年 | 中視、中天綜合台 | 《台灣X檔案》                         | 高偉樹       |
| 2023年 | 中視             | 《開創者》                            | 丁晉龍       |
| 2023年 | 新传媒8频道      | 《密宅》                              | 酒吧老板     |
| 2024年 | 新傳媒8頻道      | 《浴水重生》                          | 凌俊傑       |
| 2024年 | TVBS歡樂台       | 《味盡緣》                            |              |

### 網路劇
| 年份   | 播出頻道      | 劇名                               | 飾演   |
| 2020年 | Vidol YouTube | 《限時同居侯八天》                 | 侯霸天 |
| 2024年 |               | 《我的老師首部曲：燈塔水母的秘密》 |        |

### 微電影
- 騰訊2012 形象片【彈指間，心無間親情篇】
- 三星2014【愛不錯過】
- 【這樣陪在你身邊】一加一小幸福
- 【Girl Friend】女朋友
- 2017【比真愛還好Still Better Than Love】

### MV
- 夢夢online主題曲－夢夢健康操
- 張靚穎－勇敢愛
- 郭靜&范瑋琪&張韶涵－仨人
- 張睿銓－囡仔
- 方炯嘉－不要唱情歌
- 王中平&余皓然 - 有你就足夠
- 蠟筆小新－卡加布列島

### 电影
- 我们的故事之沉默的年代 (2020) (新加坡)
- 我们的故事之沉默的年代2 (2021)（新加坡）

## 廣告
台灣
- MeMe直播
- 必勝客—My Hot Box個人餐—忙碌篇
- Acnes CF—籃球篇
- 遠傳電信—花博篇
- 遠傳電信—捷運篇
- 遠傳電信—smart150 懂主任篇
- iON水離子—湯屋篇
- 找回勇敢的自己！《聖鬥士星矢Online》年度大改版『冥王之怒』全新廣告影片之『勇氣篇』
- KFC墨西哥莎莎霸王捲—對峙篇
- D H C淨妍抗痘系列—不好意思篇
- 光泉茉莉茶園—出遊篇
- We Chat—加湯篇
- 泰山純水—會議篇
- 泰山純水—瑜珈教室篇
- 泰山純水—公園篇
- 泰山純水—歌舞篇
- 台啤水果啤酒—不逃篇 不服篇

中國大陸
- 脈動飲料洗棗篇、惡魔篇
- 內地肯德基KFC 廣告-選擇篇
- 騰訊QQ  2012年親情篇
- 龍泉啤酒
- 茉莉花茶
- 統一奶茶
- 康師傅綠茶

## 外部連結
- 李博翔 DANNY Facebook粉絲專頁 （页面存档备份，存于）
- 李博翔 Danny Instagram帳號
- 李博翔的新浪微博